# Johann Ulrich von Salis-Soglio

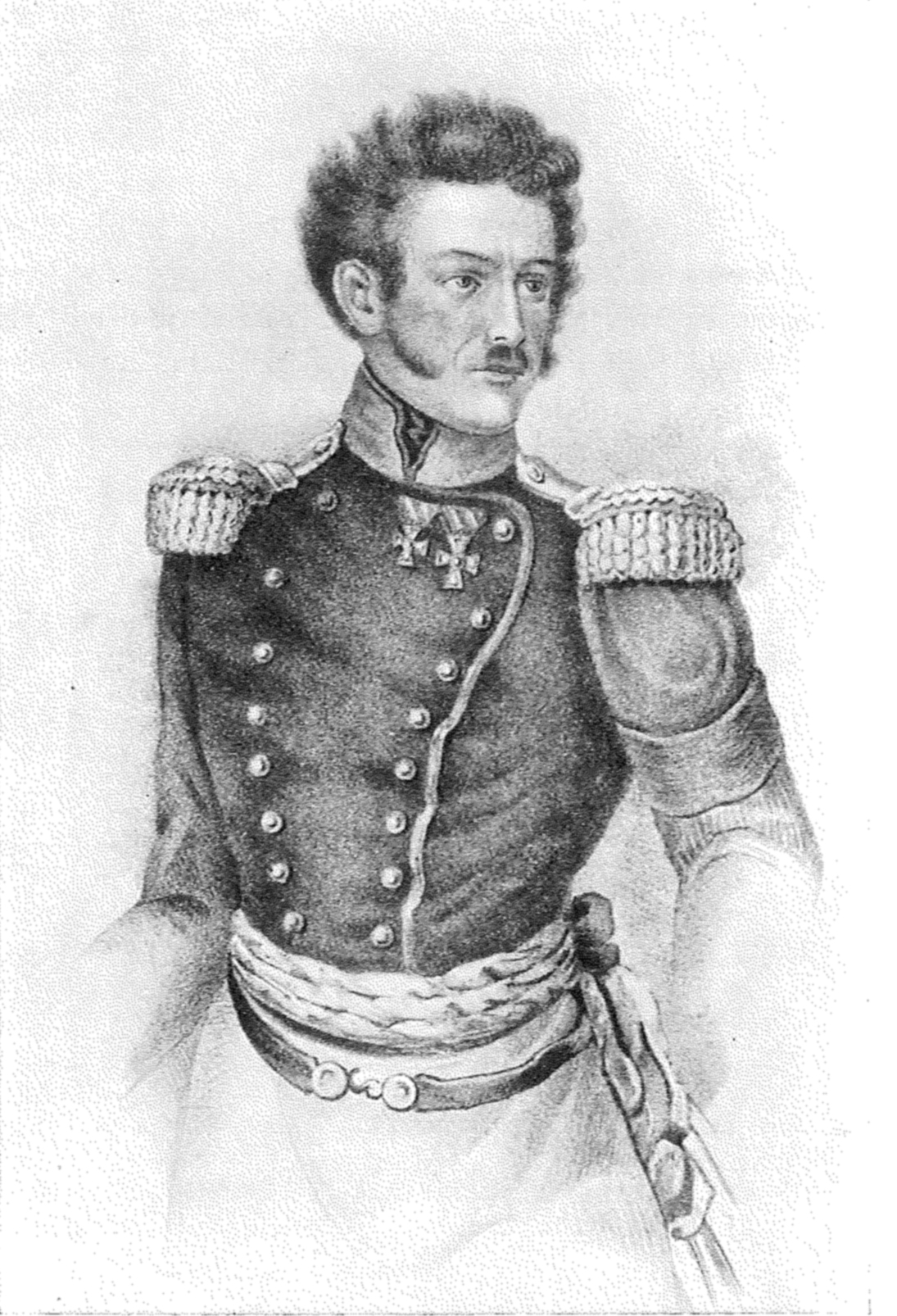
Johann U. von Salis-Soglio auf einem Stich des 19. Jahrhunderts

Johann Ulrich von Salis-Soglio (* 16. März 1790 in Chur; † 27. April 1874 ebenda) war ein Schweizer General und im Jahr 1847 Oberbefehlshaber des konservativen Sonderbundes.

## Leben
Johann Ulrich von Salis-Soglio stammte aus dem reformierten Bündner Adelsgeschlecht der Salis. Schon in jungen Jahren wählte er eine militärische Karriere und war bereits 1809 Mitglied des Generalstabs der Schweizer Armee. Zwischen 1809 und 1839 diente er sich als Offizier in fremden Diensten in Bayern und den Niederlanden bis in den Rang eines Generalmajors hoch. Er trat 1841 im Rang eines Obersten in den Generalstab der Schweizer Armee ein und erhielt 1844 den Auftrag, in den Unruhen im Wallis zwischen den Parteien zu vermitteln bzw. ein eidgenössisches Aufgebot einzusetzen. 

## Rolle im Sonderbundskrieg
Obwohl Salis-Soglio selbst der reformierten Konfession angehörte, übernahm er im Herbst 1847 das Oberkommando über die konservativ-katholischen Truppen des Kanton Luzern im Sonderbundskrieg. Eine erste Aktion bei Biasca schlug fehl, als dabei am 4. November ein Offizier und ein Soldat aus Uri von Tessiner Verteidigern getötet wurden. Eine erhoffte Intervention der (katholischen) Nachbarländer zugunsten des Sonderbunds war nun nicht mehr zu erwarten. Wohl aus diesem Grund sprach sich General von Salis-Soglio gegen die Meinung von Constantin Siegwart-Müller aus, die Offensive weiterzuführen und wollte defensiv bleiben. Gleichentags erfolgte aber bereits der eidgenössische Exekutionsbeschluss, der einer Kriegserklärung an den Sonderbund gleichkam und somit den Bürgerkrieg entschied, den General Henri Dufour führen sollte. Salis-Soglio leitete infolge die ersten Konfrontationen des Sonderbundes mit den Eidgenossen bei Honau, Root und am 12. November im Treffen von Geltwil im Freiamt von Aargau.
Das Ziel des Sonderbunds war, einen politischen Umschwung in den katholischen Kantonen herbeizuführen. Nachdem aber auf dem westlichen Kriegsschauplatz, der sich in isolierter Lage befindliche Kanton Freiburg am 14. November bereits vor dem staatlichen Heer kapituliert hatte, versuchte man wenigstens die Hochburg Luzern zu verteidigen. Die im Tessin stationierte eidgenössische 6. Division unter Oberst Giacomo Luvini versuchte derweil die im Kanton Graubünden stationierten Einheiten des Sonderbundes unter Oberst Eduard von Salis-Soglio, dem Bruder des Oberbefehlshabers, von der Hauptmacht zu trennen.
Am 23. November 1847 beim entscheidenden Gefecht bei Gisikon und Meierskappel am Zugersee selbst leicht verwundet, leitete Johann Ulrich von Salis-Soglio noch den Rückzug des Sonderbundes auf Luzern. Nachdem der dortige Kriegsrat nach Uri flüchtete, erhielt Salis-Soglio noch die Vollmacht mit General Dufour wegen Übergabe von Luzern zu verhandeln. Die rasch zunehmende Auflösung des Sonderbundes erkennend, folgte er am 24. November den entwichenen Häuptern über Stans nach Uri, ging am 25. über die Furka ins Wallis und floh von dort in die Lombardei ins italienische Exil. Nach der offiziellen Kapitulation aller Sonderbundskantone am 29. November wurde Salis-Soglio des Landesverrats angeklagt, es kam aber nie zu einem Prozess. Salis-Soglio kehrte bereits nach kurzem Exil in die Schweiz zurück, lebte aber bis zu seinem Tod sehr zurückgezogen in Chur.